# Sagittaria latifolia
Sagittaria latifolia là một loài thực vật có hoa trong họ Alismataceae. Loài này được Willd. miêu tả khoa học đầu tiên năm 1805.
Tên trong tiếng Anh gồm có broadleaf arrowhead (đầu mũi tên lá rộng), duck-potato (khoai tây vịt), Indian potato (Khoai tây Anh Điêng), hay wapato. Loại cây này có phần thân củ ăn được được người Mỹ bản địa dùng làm thực phẩm phổ biến.
Thân của có thể ăn sống hoặc nấu chính từ 15-20 phút. Vị của củ giống như khoai tây và hạt dẻ và có thể chế biến dưới dạng nướng, chiên, luộc...Củ có thể phơi khô nghiền thành bột.
Sagittaria latifolia là loài bản địa nam Canada và phần lớn Hoa Kỳ lục địa cũng như Mexico, Trung Mỹ, Colombia, Venezuela, Ecuador, và Cuba. Loài này cũng được trồng ở Hawaii, Puerto Rico, Bhutan, Australia and much of Europe (Pháp, Tây Ban Nha, Italy, Romania, Đức, Thụy Sĩ, Cộng hòa Séc, và Nga thuộc châu Âu. Nó bị xem là một cỏ dại xâm lấn ở những nơi này. Tại Mexico, loài này được ghi nhận ở Campeche, Nayarit, Tabasco, Tamaulipas, Puebla, Jalisco, Durango, Tlaxcala, Estado de México, Veracruz và Michoacán.